# Tolman Surface Brightness Test
Tolman Surface Brightness Test är ett av ett halvdussin test som utformades på 1930-talet för att kontrollera livskraft hos och jämföra nya kosmologiska modeller. Tolmans test jämför galaxers ytljusstyrka som en funktion av deras rödförskjutning (mätt som z). En sådan jämförelse presenterades första gången 1930 av Richard C. Tolman som ett prov på om universum expanderar eller är statiskt. Olika fysiker har hävdat att resultaten stöder skilda modeller.
I ett enkelt statiskt universum är ett objekts ytljusstyrka oberoende av avståndet, eftersom såväl det mottagna ljuset som objektets skenbara area avtar med kvadraten på avståndet. I ett expanderande universum adderas dock två olika effekter från avlägsna föremål, så att den uppmätta ytljusstyrkan reduceras med fjärde potensen av (1+z).
Till dags dato rapporterades 2001 den bästa undersökningen av sambandet mellan ytljusstyrka och rödförskjutning utförd med 400 tums Keck teleskopet för att mäta nästan ett tusen galaxers rödförskjutningar och med 94 tums Rymdteleskopet Hubble för att mäta dessa galaxers ytljusstyrka.